# Konské
Konské (1875 m n. m.) je hora v Nízkých Tatrách na Slovensku. Nachází se v hlavním hřebeni Ďumbierských Tater v úseku mezi vrcholy Chopok (2024 m n. m.) na západě a Krúpova hoľa (1922 m n. m.) na východě. Od vrcholu Krúpova hoľa je oddělena Demänovským sedlem (1756 m n. m.), od vrcholu Chopok ji odděluje dvojice bezejmenných sedel s mezilehlým vrcholem 1888 m n. m. Severním směrem vybíhá z hory krátký výběžek s kótou 1437 m n. m. klesající do Široké doliny k soutoku potoků Luková a Demänovka. Jižní svahy spadají do horních partií Bystré doliny. Na některých mapách je jako Konské označována sousední kóta 1888 m n. m.

## Přístup
- po červené  značce z Demänovského sedla

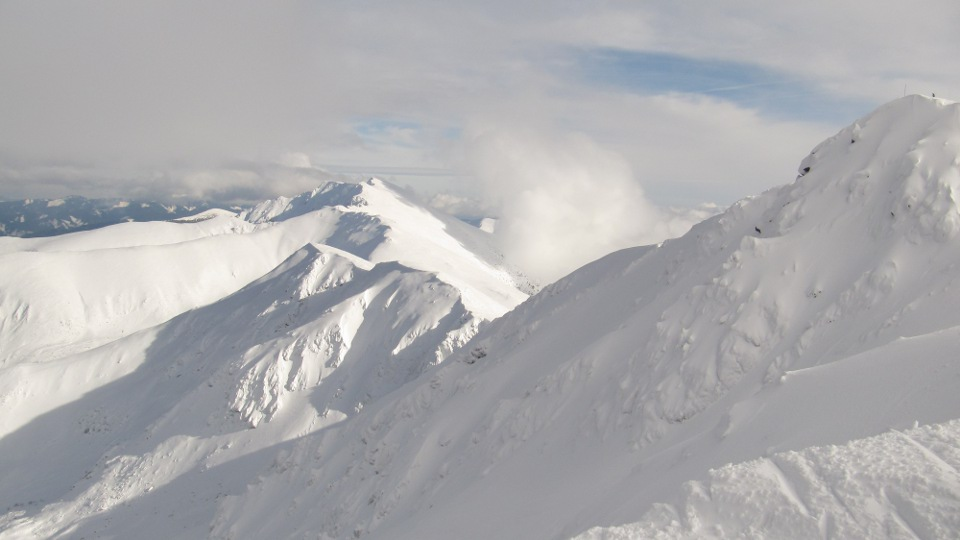
Konské uprostřed

- po červené  značce z Chopku